# Deutscher Volksrat

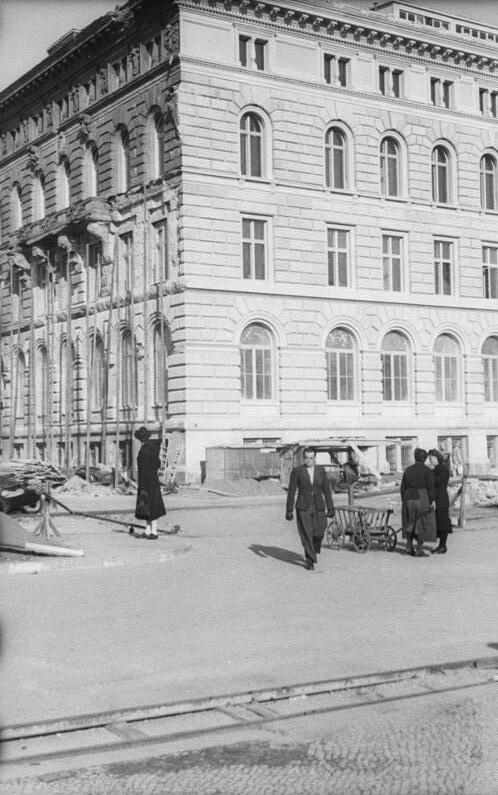
Berlin, Gästehaus des Deutschen Volksrates, 1949

Der Deutsche Volksrat war in den Jahren 1948 und 1949 ein politisches Gremium in der Sowjetischen Besatzungszone Deutschlands. Wie auch im Deutschen Volkskongress vertrat die SED im Deutschen Volksrat ihren gesamtdeutschen Anspruch.

## Erster Deutscher Volksrat
Der Erste Deutsche Volksrat ging aus dem Zweiten Deutschen Volkskongress hervor, der am 17./18. März 1948 tagte. Er bestand aus 300 stimmberechtigten Mitgliedern aus der SBZ. Auf der konstituierenden Sitzung wurden weitere 100 Personen aus den Westzonen kooptiert, um den gesamtdeutschen Anspruch zu unterstreichen.
Die Organisation des Volksrates war an die eines Parlamentes angelehnt (auch wenn ihm die Legitimation durch eine Wahl fehlte): Es wurde ein Präsidium gewählt und Ausschüsse eingerichtet. Man gab sich eine Geschäftsordnung. Während die bürgerlichen Parteien Wert auf die Feststellung legten, dass der Volksrat kein (Vor-)Parlament sein solle, versuchte die SED den Volksrat als gesamtdeutsches Parlament darzustellen.
Die Auswahl der Mitglieder des Volksrates war so getroffen worden, dass die SED über eine übergroße Mehrheit verfügte. Die SED selbst stellte 153 der aus der SBZ stammenden Abgeordneten. Hinzu kamen noch die Mitglieder der Massenorganisationen, die zum größten Teil SED-Mitglieder waren. CDU (55 Mitglieder) und LDPD (56 Mitglieder) verfügten über 111 Mandate. Auch im Präsidium und allen Ausschüssen verfügte die SED über eine absolute Mehrheit. Die SED stellte auch die Ausschussvorsitzenden (bis auf den Justizausschuss (LDPD) und dem Ausschuss für einen Friedensvertrag (CDU)). Später kam für die CDU noch der Ausschuss für Agrarfragen hinzu.

### Verfassungsausschuss

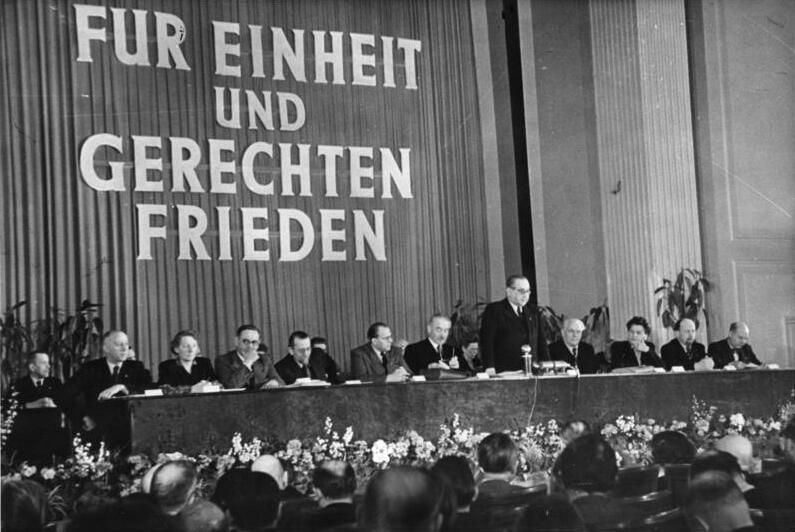
6. Tagung des Deutschen Volksrats am 18. und 19. März 1949

Im Volksrat wurde ein Verfassungsausschuss gebildet, der unter der Leitung von Otto Grotewohl (SED) eine Verfassung der Deutschen Demokratischen Republik erarbeiten sollte. Dabei sollte sich der Ausschuss auf einen schon im November 1946 erarbeiteten Entwurf der SED stützen. Der von dem Ausschuss erarbeitete Entwurf wurde am 22. Oktober 1948 vom Volksrat gebilligt und am 19. März 1949 formell beschlossen. Der Vorschlag wurde dann an den Dritten Deutschen Volkskongress zur Verabschiedung überwiesen.

### Gremien
Präsidium:
- Vorsitzender: Wilhelm Pieck (SED)
- Stellvertreter: Wilhelm Külz (LDP)
- Stellvertreter:  Otto Nuschke (CDU)

Das Präsidium hatte 20 Mitglieder (SED 10, LDP 4, CDU 4, parteilos 2, und 9 weitere Mitglieder aus den Westzonen)
Sekretariat:
- Vorsitzender: Erich Gniffke (SED)
- Mitglieder:
  - Charlotte Bahr (FDGB)
  - Georg Dertinger (CDU)
  - Arthur Lieutenant (LDP)
  - Paul Merker (SED)
  - Willy Sägebrecht (SED)

Ausschüsse:
- Ausschuss für den Friedensvertrag
  - Vorsitzender: Otto Nuschke (CDU), Stellvertreter: Hermann Matern (SED)
  - 21 Mitglieder (SED 4, CDU 3, LDP 2, FDGB 3, VdgB 1, DFD 2. FDJ 2, Kulturbund 2, VVN 2)
- Verfassungsausschuss
  - Vorsitzender: Otto Grotewohl (SED). Stellvertreter: Reinhold Lobedanz (CDU)
  - 21 Mitglieder (SED 4, CDU 3, LDP 3, FDGB 3, VdgB 1, DFD 2, FDJ 2. Kulturbund 1, VVN 2)
- Wirtschaftsausschuss
  - Vorsitzender: Walter Ulbricht (SED), Stellvertreter: Alphons Gaertner (LDP)
  - 22 Mitglieder (SED 4, CDU 3, LDP 3, FDGB 3, VdgB 1, DFD 2, FDJ 2, Kulturbund 2, VVN 2)
- Ausschuss für Justiz
  - Vorsitzender: Helmut R. Külz, (LDP), Stellvertreter: Hilde Benjamin (SED)
  - 22 Mitglieder (SED 4, CDU 3, LDP 3, FDGB 3, VdgB 1, DFD 2, FDJ 2, Kulturbund 2, VVN 2)
- Kulturausschuss
  - Vorsitzender: Heinrich Deiters (Kulturbund) (SED), Stellvertreter: Horst Brasch (FDJ) (SED)
  - 22 Mitglieder (SED 4, CDU 3, LDP 3, FDGB 3, VdgB 1, DFD 2, FDJ 2, Kulturbund 2, VVN 2)
- Ausschuss für Sozialpolitik
  - Vorsitzender: Bernhard Göring (FDGB) (SED), Stellvertreter: (VVN)
  - 22 Mitglieder (SED 4, CDU 5, LDP 3, FDGB 3, VdgB 1, DFD 2, FDJ 2. Kulturbund 2, VVN 2)
- Ausschuss für Agrarfragen – Vorsitz: Luitpold Steidle (CDU).[2]

## Zweiter Deutscher Volksrat

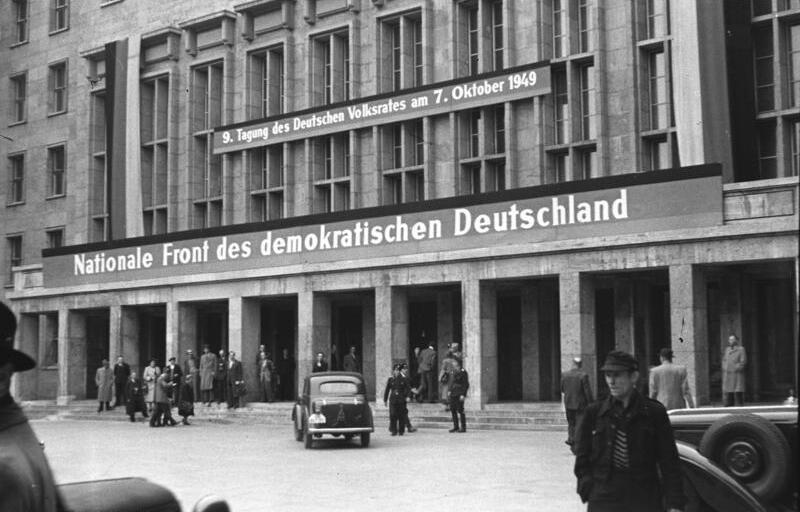
Gründung der DDR: Im Gebäude der Deutschen Wirtschaftskommission in der Leipziger Straße fand am 7. Oktober 1949 die 9. Tagung des Deutschen Volksrates statt, auf der das Manifest der Nationalen Front des Demokratischen Deutschland verkündet wurde.

Der Zweite Deutsche Volksrat wurde vom Dritten Deutschen Volkskongress bestimmt, der am 29./30. Mai 1949 tagte. Er trat am 7. Oktober 1949 zusammen und konstituierte sich selbst als provisorische Volkskammer der DDR. Der Volksrat beauftragte den ehemaligen Sozialdemokraten Otto Grotewohl mit der Bildung einer Regierung. Damit war die Gründung der DDR vollzogen.